# What3words
What3words je globální lokalizační systém založený na rozdělení zemského povrchu na 57 bilionů čtverců o velikosti strany 3 m a pojmenování každého z nich kombinací tří slov. Systém umožňuje takto jednoduše najít na mapě kterékoliv místo na Zemi.
Je využíván poštami v osmi zemích světa a v Mongolsku jím navíc byly nahrazeny i názvy ulic.[zdroj?] Jedná se však převážně o země, které dosud nezavedly poštovní směrovací čísla (Džibuti, Tonga)) případně země s rozsáhlými velmi řídce obydlenými územími (Mongolsko, Nigérie).
Do navigačních přístrojů se zavádí u automobilů Mercedes-Benz. What3words využívají i humanitární organizace, například Červený kříž nebo OSN (UN-ASIGN).
Systém what3words má kromě anglické, německé, francouzské a mongolské verze i verze v dalších jazycích, mezi které patří i čeština, s možností využití diakritiky. Pro označení jednotlivých čtverců se využívají kombinace slov, které nejsou překlady z jiných jazyků. Například totéž místo u Petřínské rozhledny má v české verzi w3w lokalizaci oplatit.kuchyně.výhodný, v anglické verzi winner.crown.shopping a v německé verzi reguliert.vorbildlich.erste.
What3words je k dispozici i ve formě mobilní aplikace pro Android a iOS a nabízí API rozhraní pro obousměrnou konverzi kódu what3words na mapové souřadnice.